# Сам вкъщи
„Сам вкъщи“ (на английски: Home Alone) e американски комедиен филм от 1990 г., режисиран от Крис Кълъмбъс, написан и продуциран от Джон Хюз. Това е първият филм от поредицата „Сам вкъщи“ и е с участието на Маколи Кълкин, Джо Пеши, Даниъл Стърн, Джон Хърд и Катрин О'Хара. Кълкин играе Кевин Маккалистър, момче, което брани своя дом в предградие на Чикаго от крадци, след като семейството му по неволя го забравя за своята коледна ваканция в Париж.
Хюз замисля „Сам вкъщи“ по време на ваканция, като първоначално Уорнър Брос трябва да финансира и разпространява филма. Компанията отказва продукцията, след като се надхвърля определеният бюджет. Туентиът Сенчъри Фокс поема отговорност след срещи с Хюз. Кълъмбъс и Кълкин са наети скоро след това. Заснемането се провежда между февруари и май 1990 г. в Илинойс.
Премиерата на „Сам вкъщи“ е на 10 ноември 1990 г. в Чикаго. По кината в Съединените щати излиза на 16 ноември. Получава положителни рецензии от критиката, която хвали актьорския състав, хумора и музиката. „Сам вкъщи“ печели 476,7 млн. долара в световен мащаб, като се превръща в най-успешната касова комедия до излизането на „Ергенският запой: Част II“ и прави Кълкин звезда. Номиниран е за „Златен глобус“ в категорията най-добър филм – мюзикъл или комедия и най-добър актьор в мюзикъл или комедия, както и за „Оскар“ в категорията „Най-добра музика“ за Джон Уилямс, и „Най-добра песен“ за „Somewhere In My Memory“. „Сам вкъщи“ се смята за емблематичен коледен филм. Продължението „Сам вкъщи 2: Изгубен в Ню Йорк“ излиза през 1992 г.
През 2023 г. „Сам вкъщи“ е избран за съхранение от Библиотеката на Конгреса в Националния филмов регистър на САЩ, обявявайки го за „културно, исторически и естетически значим“.

## Сюжет
Семейство Маккалистър се готви да прекара Коледа в Париж, събирайки се в дома на Кейт и Питър в предградие на Чикаго в нощта преди заминаването им. Най-малкият син на Кейт и Питър, Кевин, често е осмиван от своите братовчеди и братя и сестри, особено от по-големия си брат Бъз.
Кевин по невнимание разваля семейната вечеря след кратка свада с Бъз, при която самолетният билет на Кевин случайно е изхвърлен, което води до това, че Кейт го изпраща на тавана. Кевин упреква майка си, че е позволила на останалата част от семейството да се заяжда с него и желае семейството му да изчезне.
През нощта силните ветрове причиняват прекъсване на електрозахранването, деактивират будилниците и семейството не се събужда навреме. В объркването и бързането да стигнете до летището, Кевин случайно изостава.
Кевин се събужда и намира къщата празна и колите на семейството все още в гаража, без да знае, че са наели микробуси, за да ги откарат до летището. Мислейки, че желанието му се е сбъднало, той се радва на новооткритата си свобода. По-късно Кевин се плаши от съседа си, стария Марли, за когото се говори, че е сериен убиец, убил семейството си.
Домът на Маккалистър скоро става мишена на „мокрите бандити“, Хари Лайм и Марв Марчинс, двойка крадци, които нахлуват в други празни къщи в квартала. Кевин ги подвежда да мислят, че семейството му все още е у дома, принуждавайки ги да отложат плановете си да ограбят дома на Маккалистър.
По време на полета Кейт разбира, че Кевин е изоставен, и при пристигането си в Париж семейството открива, че всички полети за следващите два дни са резервирани и че телефонните линии все още са изключени у дома в Чикаго.
Питър и останалата част от семейството остават в апартамента на брат му в Париж, докато Кейт, страхувайки се за безопасността на Кевин, успява да вземе полет обратно до Скрантън, Пенсилвания. Тя се опитва да намери полет до Чикаго, но всички полети са резервирани. Кейт е чута от Гас Полински, водещият член на пътуваща полка група, който ѝ предлага да пътува с тях до Чикаго в движещ се ван.
Междувременно, на Бъдни вечер, Хари и Марв най-накрая разбират, че само Кевин е в дома си. Той ги чува да обсъждат планове за проникване в къщата същата нощ. На Кевин започва да му липсва семейството му и пита Дядо Коледа в местния магазин дали може да върне семейството си за Коледа. Той отива на църква и гледа изпълнението на хор, като накрая среща отново Марли, който опровергава слуховете за себе си. Марли посочва внучката си в хора и споменава, че иначе не би могъл да я види, тъй като тя е дъщеря на неговия отчужден син. Кевин предлага на Марли да се опита да се помири с него.
Кевин се завръща у дома и поставя къщата с капани. Хари и Марв нахлуват и получават различни наранявания. Докато двамата преследват Кевин из къщата, той се обажда на полицията и примамва крадците в празна съседска къща, в която те са проникнали преди това. Хари и Марв устройват Кевин в засада и се подготвят да си отмъстят, но Марли се намесва и ги нокаутира с лопата за сняг. Полицията пристига и арестува Хари и Марв, като идентифицира всички къщи, в които са проникнали поради навика на Марв да ги наводнява.
На Коледа Кевин първоначално е разочарован, когато установява, че семейството му все още го няма, но Кейт скоро пристига у дома и те се помиряват. След това останалата част от семейството се връща, след като чака в Париж, докато успеят да получат директен полет до Чикаго. Кевин мълчи за срещата си с Хари и Марв, въпреки че Питър намира избития златен зъб на Хари. След това Кевин гледа как Марли се събира със сина си, снаха си и внучката си.

## Актьорски състав
- Маколи Кълкин – Кевин Маккалистър, осемгодишно дете със склонност към създаване на вредни изобретения
- Джо Пеши – Хари Лайм, крадец, който набелязва дома на Маккалистър с Марв
- Даниъл Стърн – Марв Марчинс, крадец, който набелязва дома на Маккалистър с Хари
- Джон Хърд – Питър Маккалистър, бащата на Кевин
- Катрин О'Хара – Кейт Маккалистър, майката на Кевин
- Робърт Блосъм – Марли, възрастният съсед на Кевин
- Анджела Гьотълс – Лини Маккалистър, по-голямата сестра на Кевин
- Девин Ратрей – Бъз Маккалистър, най-големият брат на Кевин, който често го въвлича в проблеми
- Джери Баман – Чичо Франк Маккалистър, грубият, жесток, заядлив, стиснат и егоистичен по-голям брат на Питър
- Хилари Улф – Меган Маккалистър, по-голямата сестра на Кевин
- Джон Кенди – Гас Полински, добросърдечен полка музикант, който помага на Кейт
- Лари Ханкин – Офицер Лари Балзак
- Майкъл Марона – Джеф Маккалистър, по-големият брат на Кевин
- Кристин Минтър – Хедър Маккалистър, по-голямата братовчедка на Кевин
- Даяна Кампеану – Шондра, по-голямата братовчедка на Кевин
- Джедидая Коен – Род, по-големият братовчед на Кевин и по-големият син на Роб, който живее с чичо Франк и леля Лесли
- Кийрън Кълкин – Фулър Маккалистър, по-малкият братовчед на Кевин
- Сента Моузес – Трейси, по-голямата братовчедка на Кевин
- Ана Слотки – Брук, по-малката братовчедка на Кевин
- Тери Снел – Леля Лесли Маккалистър, съпругата на чичо Франк
- Джефри Уисман – Мич Мърфи, осемгодишен съсед на семейство Маккалистър, когото Хедър бърка с Кевин по време на преброяването
- Вирджиния Смит – Джорджет, лелята на Кевин, съпруга на чичо Роб и майка на Хедър и Стефан
- Мат Дохърти – Стефан, по-големият братовчед на Кевин
- Ралф Фуди – Гангстер #1 (Джони), герой във филма Ангели с мръсни души
- Майкъл Гидо – Гангстер #2 (Снейкс), герой във филма Ангели с мръсни души
- Рей Толър – Чичо Роб, чичото на Кевин, по-малък брат на Питър и чичо Франк и баща на Хедър и Стефан
- Били Бърд – Айрин, жената на летището, която продава билета си на Кейт до Далас
- Бил Ъруин – Ед, съпругът на Айрин, който се съгласява с продажбата на билета
- Джери Бейкър – Офицер #1
- Алан Уайдър – Билетният агент в Скрантън
- Хоуп Дейвис – Френският билетен агент
- Кенет Хъдсън Кембъл – Дядо Коледа, мъж в костюм на Дядо Коледа, когото Кевин среща
- Джим Ортлиб – Хърб, продавачът в аптеката

## Продукция

### Разработване
Сценаристът и продуцент Джон Хюз замисля „Сам вкъщи“, докато се приготвя да отиде на почивка. Той споделя: „Заминавах на почивка и правех списък на всичко, което не исках да забравя. Помислих си: „Е, добре е да не забравям децата си. Тогава си помислих: „Ами ако оставя 10-годишния си син у дома? Какво би направил?“. Хюз нахвърля осем страници с бележки, които стават част от сценария. Въобразявайки си, че децата естествено се страхуват най-много от престъпници, Хюз също работи с този аспект в сюжета на филма.
Първоначално „Сам вкъщи“ трябва да бъде финансиран и разпространен от Уорнър Брос. Хюз обещава, че може да направи филма за по-малко от 10 милиона долара, значително по-малко от бюджетите за повечето игрални филми от онази епоха. Притеснен, че филмът може да надхвърли тази сума, Хюз се среща тайно с представители на Туентиът Сенчъри Фокс преди продукцията, за да разбере дали биха финансирали проекта, ако Уорнър се окаже. Според изпълнителния продуцент Скот Розенфелт, копие от сценария е било „тайно“ доставено на Фокс, заобикаляйки законовите ограничения, които иначе биха попречили на Фокс да го види, докато проектът приключи. В началото на производството бюджетът нараства до 14,7 милиона долара. Уорнър Брос иска той да бъде намален с 1,2 милиона долара; продуцентите отговорят с меморандум, в който се аргументират, че бюджетът не може да бъде намален повече. Неубеден, Уорнър Брос спира производството на следващия ден, но то бързо се възобновява, когато Фокс приема предложението на Хюз. Крайният бюджет стига до 18 милиона долара.
Хюз отправя молба към Патрик Рийд Джонсън да режисира, но той е ангажиран с Spaced Invaders (1990). Тогава се обръща към Крис Кълъмбъс, който е напуснал Коледна ваканция (1989) преди началото на снимките поради сблъсък на личността си с главния актьор от лентата Чеви Чейс. Хюз му дава сценариите за „Сам вкъщи“ и за Reach the Rock (1998); Кълъмбъс избира да режисира „Сам вкъщи“, тъй като го намира за по-забавен а и защото харесва филми с коледна тематика. Кълъмбъс прави некредитирано пренаписване на сценария; сред неговите приноси е характерът на стареца Марли, който той създава, за да придаде на историята по-сериозен слой, както и по-емоционален, по-щастлив край.

### Кастинг
Хюз предлага на Кълъмбъс да изберат Маколи Кълкин за ролята на Кевин, заради опита му, докато снима Чичо Бък (1989). Кълъмбъс се среща с 200 други актьори за ролята, тъй като смята, че това е негова „режисьорска отговорност“. Джон Мълани е поканен да се яви на прослушване за ролята на Кевин, след като е проучен в група за комедийни скечове за деца, но родителите му отказват. Кълъмбъс най-накрая се среща с Кълкин и се съгласява, че той е правилният избор.
След като Робърт Де Ниро и Джон Ловиц отказват ролята на Хари, Джо Пеши я приема. Ролята на чичо Франк е написана за Келси Грамър, но е дадена на Джери Баман, тъй като Грамър не е на разположение.
Даниъл Стърн е избран за ролята на Марв, но преди да започнат снимките, му е съобщено, че производственият график е удължен от шест седмици на осем. Той отпада след това, тъй като няма да му се плаща повече за удължения график. Даниъл Роубък е нает да го замести, но след два дни репетиции Кълъмбъс чувства, че му липсва химията с Пеши и връща Стърн. Роубък по-късно споделя, че въпреки че е бил разстроен заради уволнението си от продукцията, сега той вярва, че това преживяване е „малък проблясък на незначителност“. Крис Фарли се явява на прослушване за ролята на имитатора на Дядо Коледа, но не успява да впечатли Кълъмбъс.
Джон Кенди е на разположение само за един ден, за да заснеме своите сцени, чието заснемане трае 23 часа. Платени са му само 414 долара, тъй като взема участие във филма като услуга на Хюз. В замяна той е единственият актьор, на когото Хюз позволява да излезе извън сценария; според Кълъмбъс всичките му диалози са импровизирани.

### Заснемане
Основната фотография се провежда от 14 февруари 1990 г. до 8 май 1990 г. в продължение на 83 дни с бюджет от 18,3 милиона долара. Външните сцени на къщата са заснети на място в триетажна еднофамилна къща, разположена на Линкълн Авеню 671 в Уинетка, Илинойс, на северния бряг, където много от предишните на Хюз филми също са заснети, но в различни къщи. Единствените интериори на къщата, използвани за заснемане, които стигат до готовия филм, са главното стълбище, мазето, таванското помещение и по-голямата част от площадката на първия етаж, докато всички останали интериори на къщата (включително гореспоменатите стаи) са дублирани, за да се даде повече място за оборудването и екипа. Къщата на Линкълн Авеню 671 по-късно се превръща в туристическа атракция.
За снимките на филма във филма, Ангели с мръсни души (чието заглавие пародира криминалния филм от 1938 г. Ангели с мръсни лица), е необходим само един ден, в последния „тестов ден“ преди официалния старт на основната фотография. За да се създаде илюзията, че филмът е автентичен гангстерски филм от 40-те години на миналия век, сцената е заснета на черно-бял негативен филм, а в офиса на Джони има реквизит от онази епоха. Подобно на голяма част от филма, по-голямата част от поредицата е заснета с ниски, широки ъгли, които според журналиста Дарин Кинг „улавят действието така, сякаш дете го възприема“. Първоначално Ралф Фуди трябва да играе Снейкс, а Майкъл Гидо – Джони, но тъй като Фуди наскоро е претърпял операция на коляното, той не успява да направи сцената на смъртта, в която Снейкс пада на колене, което довежда до размяна на ролите.
Каскадите във филма също създават напрежение за екипа по време на снимките. Кълъмбъс казва: „Всеки път, когато каскадьорите правеха една от тези каскади, не беше смешно. Гледахме го и просто се молех момчетата да са живи“. Първоначално каскадите са подготвени с предпазни колани, но поради тяхната видимост на камерата, последните каскади във филма са изпълнени без тях. Трой Браун и Леон Дилейни са каскадьори съответно за Пеши и Стърн. Нараняване е настъпило между Пеши и Кълкин по време на една от репетициите за сцената, в която Хари се опитва да отхапе пръста на Кевин; Кълкин все още има белег. Тарантулата, която се разхожда по лицето на Стърн, е истинска.
Сента Моузес, която играе Трейси, припомня през 2020 г., че една от най-трудните сцени за заснемане е тичането на семейството през международното летище „О'Хеър“, за да хване полета си. Въпреки че не трае дълго, са необходими няколко дни за заснемане. „Имаше хиляди движения, всички експертно хореографирани, така че никой от нас нямаше да бъде в опасност да тича с пълна скорост през терминала на Американ Еърлайнс“, казва тя пред Холивуд Рипортър. „И тичахме с пълна скорост. Понякога се блъскахме един в друг, като струпване на няколко коли на магистралата, и просто се смеехме“.

## Музика
Първоначално Кълъмбъс се надява Брус Броутън да напише музиката за филма и ранните плакати го посочват като композитор. Броутън обаче е зает със Спасителите в Австралия (1990) и трябва да се откаже в последния момент. По-късно Кълъмбъс успява да се свърже със Стивън Спилбърг, който го свързва с Джон Уилямс, който да създаде окончателния саундтрак. Традиционни коледни песни, като O Holy Night и Carol of the Bells, са представени във важни сцени от филма, както и тематичната песен на филма Somewhere in My Memory. Саундтракът е издаден от Сони Класикъл Рекърдс на касета на 4 декември 1990 г. и на CD на 27 май 2015 г.

## Премиера

### Кино
Филмът има предварителни прожекции в 1000 кина на 10 ноември 1990 г. Разширената прожекция се оказа успешна, като 5% от зрителите се връщат за официалната премиера следващата седмица. Първоначално планиран да бъде пуснат на пазара през уикенда на Деня на благодарността, началната му дата е преместена напред, за да се избегне пряка конкуренция с Трима мъже и една малка дама. Лентата получава широко разпространение на 16 ноември 1990 г.

### Домашна употреба
Сам вкъщи е пуснат за първи път от Фокс Видео на видеокасета и лазердиск на 22 август 1991 г. в Съединените щати, като това е първият филм на компанията, който е пуснат първо за директни продажби преди отдаване под наем. Продадени са 11 милиона копия, отчитайки приходи за Фокс от 150 милиона долара, което го прави, заедно с Извънземното, най-продаваният филм за домашна употреба за всички времена към този момент. Поради директните продажби филмът не се представя толкова добре при отдаването под наем.
На 5 октомври 1999 г. филмът е издаден на DVD, а на 2 декември 2008 г. – на Blu-Ray. На 6 октомври 2015 г. Сам вкъщи е издаден на Blu-Ray в комплект с четирите му продължения.
На 15 септември 2020 г. Уолт Дисни Студиос Хоум Ентъртейнмънт и Туентиът Сенчъри Студиос Хоум Ентъртейнмънт издават филма на Blu-Ray в 4К резолюция по повод 30-тата му годишнина.

## В България
В България филмът излиза по кината на 21 декември 1992 г.
На 27 декември 1997 г. филмът е излъчен премиерно по Канал 1 от 20:30 ч. в рубриката „Фокс-киномания“.
На 10 декември 1998 г. е издаден в България на VHS от „Мейстар“ и на DVD от 5 октомври 2005 г. с дублаж на български език.
На 25 декември 2006 г. се излъчва по Би Ти Ви от 20:00 ч.
През 2023 година Нова телевизия купува правата за излъчване. 
На 24 декември 2023 и на същата дата и час през 2024 г. се излъчва по NOVA от 20:00 ч.

### Дублажи
Филмът има общо 4 дублажа в България.
| Превод              | Живка Руднинска                                                                       |
| Редактор            | Петя Игнатова                                                                         |
| Тонрежисьор         | Трендафилка Немска                                                                    |
| Режисьор на дублажа | Димитър Караджов                                                                      |
| Озвучаващи артисти  | Наталия Бардская Маргарита Пехливанова Живка Донева Владимир Пенев Александър Воронов |

| Превод              | Живко Тодоров                                             |
| Озвучаващи артисти  | Венета Зюмбюлева Силвия Лулчева Чавдар Монов Пламен Захов |
| Тонрежисьор         | Венислава Николова                                        |
| Режисьор на дублажа | Чавдар Монов                                              |

| Озвучаващи артисти  | Елена Русалиева Даниела Сладунова Вера Методиева Иван Танев Стефан Сърчаджиев-Съра Даниел Цочев |
| Преводач            | Живко Тодоров                                                                                   |
| Тонрежисьор         | Радослав Колев                                                                                  |
| Режисьор на дублажа | Чавдар Монов                                                                                    |

| Озвучаващи артисти  | Христина Ибришимова Даниела Сладунова Ася Братанова Димитър Иванчев Здравко Методиев Васил Бинев |
| Преводач            | Живко Тодоров                                                                                    |
| Тонрежисьор         | Стефан Дучев                                                                                     |
| Режисьор на дублажа | Димитър Кръстев                                                                                  |

## Филми от поредицата за „Сам вкъщи“
Поредицата „Сам вкъщи“ включва 6 филма:
- „Сам вкъщи“ (1990)
- „Сам вкъщи 2: Изгубен в Ню Йорк“ (1992)
- „Сам вкъщи 3“ (1997)
- „Сам вкъщи 4“ (2002)
- „Сам вкъщи: Коледен обир“ (2012)
- „Отново сам вкъщи“ (2021)